# هلن کین

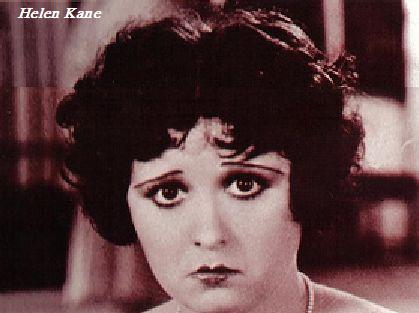

هلن کِین (انگلیسی: Helen Kane؛ ۴ اوت ۱۹۰۴ – ۲۶ سپتامبر ۱۹۶۶) یک هنرپیشه، و خواننده اهل ایالات متحده آمریکا بود. از کاریکاتور چهره وی شخصیت کارتونی بتی بوپ طراحی شده است.